# Mallophora argentipes
Mallophora argentipes är en tvåvingeart som beskrevs av Macquart 1838. Mallophora argentipes ingår i släktet Mallophora och familjen rovflugor. Inga underarter finns listade i Catalogue of Life.